# بريان كيلي
إدوارد بريان كيلي (Brian Edward Kelley) من مواليد 26 أغسطس 1985.هو مغني وموسيقي أمريكي.يعرف بكونه المغني الرئيسي في فرقة الكانتري الأمريكية فلوريدا جورجيا لاين.